# Liste der portugiesischen Botschafter in St. Vincent und die Grenadinen
Die Liste der portugiesischen Botschafter in St. Vincent und die Grenadinen listet die Botschafter der Republik Portugal in St. Vincent und die Grenadinen auf. Die beiden Staaten unterhalten seit 1995 direkte diplomatische Beziehungen. 
1997 akkreditierte sich der erste portugiesische Botschafter in St. Vincent und die Grenadinen, Portugals Vertreter mit Amtssitz in der venezolanischen Hauptstadt Caracas. Eine eigene Botschaft dort eröffnete Portugal danach nicht, das Land gehört weiterhin zum Amtsbezirk der portugiesischen Botschaft in Venezuela, dessen Missionschef dazu in St. Vincent und die Grenadinen zweitakkreditiert wird (Stand 2019).
In Kingstown, der Hauptstadt von St. Vincent und die Grenadinen, unterhält Portugal ein Honorarkonsulat.

## Missionschefs
| Name                                       | Bild                           | Akkreditierungsdatum               | Anmerkungen |
| St. Vincent und die Grenadinen             | St. Vincent und die Grenadinen | St. Vincent und die Grenadinen     | St. Vincent und die Grenadinen                                                                                    |
| ------------------------------------------ | ------------------------------ | ---------------------------------- | --- |
| Júlio Francisco de Sales Mascarenhas       |                                | 1997– 1. April 1999                | Botschafter mit Amtssitz Caracas, am 22. März 1997 in Kingstown als erster portugiesischer Vertreter akkreditiert |
| Fernando Manuel Oliveira de Castro Brandão |                                | 11. April 1999 –27. September 2002 | Botschafter mit Amtssitz Caracas                                                                                  |
| Vasco Luís Pereira Bramão Ramos            |                                | 24. März 2003 –18. Mai 2005        | Botschafter mit Amtssitz Caracas                                                                                  |
| João Pedro de Noronha Brito Câmara         |                                | 19. März 2005 –1. April 2005       | Übergangs-Geschäftsträger am Amtssitz Caracas                                                                     |
| José Manuel da Costa Arsénio               |                                | 2. Mai 2005 –21. März 2006         | Botschafter mit Amtssitz Caracas                                                                                  |
| Emídio da Veiga Domingos                   |                                | 22. März 2006 –28. November 2006   | Übergangs-Geschäftsträger am Amtssitz Caracas                                                                     |
| João José Gomes Caetano da Silva           |                                | 29. November 2006 –9. Januar 2011  | Botschafter mit Amtssitz Caracas                                                                                  |
| Mário Alberto Lino da Silva                |                                | 11. Januar 2011 –30. März 2014     | Botschafter mit Amtssitz Caracas                                                                                  |
| Fernando Manuel de Jesus Teles Fazendeiro  |                                | 2014– 24. Juli 2017                | Botschafter mit Amtssitz Caracas                                                                                  |
| Carlos Nuno Almeida de Sousa Amaro         |                                | seit 13. September 2017            | Botschafter mit Amtssitz Caracas                                                                                  |